# كلير تايلور (لاعبة كريكت)
كلير تايلور (25 سبتمبر 1975 في المملكة المتحدة - ) (بالإنجليزية: Claire Taylor) هي لاعبة كريكت نيوزلندية. شاركت مع منتخب إنجلترا للكريكت. أما مع النوادي، فقد لعبت مع Canterbury Magicians ‏.

## وصلات خارجية
- كلير تايلور على موقع إي آس بي آن كريك إنفو (الإنجليزية)